# Stanisław Dziwulski
Stanisław Dziwulski (ur. 21 listopada 1948 w Załuczu, zm. 3 listopada 2022 w Lublinie) – polski duchowny rzymskokatolicki, kanonik honorowy kapituły lubelskiej, prałat, kapelan Ojca Świętego Benedykta XVI.
W latach 1989–2014 proboszcz Parafii św. Józefa w Lublinie. Członek Archidiecezjalnej rady Ekumenicznej oraz komisji ds. Budownictwa Sakralnego. Przeniesiony w stan emerytalny z dn. 25.06.2014 i pozostawiony w tejże parafii jako rezydent.
Zmarł nad ranem 3 listopada 2022 roku.